# Путятинский сельсовет (Липецкая область)
Путя́тинский сельсове́т — сельское поселение в Добровском районе Липецкой области. 
Административный центр — село Путятино.

## История
В соответствии с законом Липецкой области №114-оз «О наделении муниципальных образований в Липецкой области статусом городского округа, муниципального  района, городского и сельского поселения» от 2 июля 2004 года Путятинский сельсовет наделён статусом сельского поселения.

## Население
| 2010 | 2012 | 2013 | 2014 | 2015 | 2016 | 2017 |
| ---- | ---- | ---- | ---- | ---- | ---- | ---- |
| 604  | ↘588 | ↘562 | ↘556 | ↘531 | ↘521 | ↘503 |
| 2018 | 2021 |      |      |      |      |      |
| ↘496 | ↗536 |      |      |      |      |      |

## Состав сельского поселения
| № | Населённый пункт | Тип населённого пункта       | Население |
| - | ---------------- | ---------------------------- | --------- |
| 1 | Путятино         | село, административный центр | ↗536      |